# 普法夫訥倫河
47°18′46″N 7°53′27″E / 47.31267°N 7.89071°E

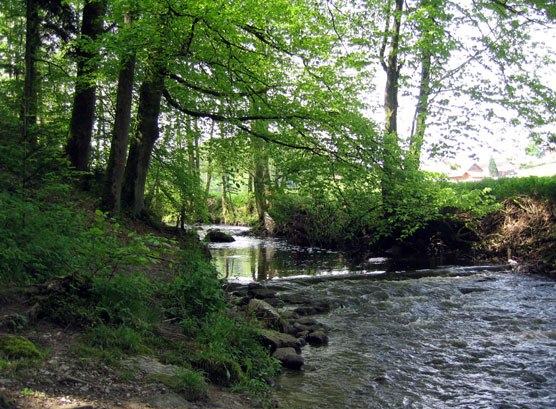

普法夫訥倫河是瑞士的河流，位於該國中部，流經盧塞恩州和阿爾高州，河道全長15公里，流域面積47平方公里，發源自羅格利斯維爾東南面，河口處在羅特里斯特。